# Lombardia Trophy 2019
Lombardia Trophy 2019 – drugie zawody łyżwiarstwa figurowego z cyklu Challenger Series 2019/2020. Zawody rozgrywano od 13 do 15 września 2019 roku w hali Ice Lab w Bergamo.
W konkurencji solistów zwyciężył Chińczyk Jin Boyang, zaś w konkurencji solistek Rosjanka Anna Szczerbakowa dla której były to debiutanckie zawody w kategorii seniorów. Wśród par tanecznych triumfowali reprezentanci Włoch Charlène Guignard i Marco Fabbri.

## Terminarz
| Data        | Godzina   | Konkurencja   | Segment          |
| ----------- | --------- | ------------- | ---------------- |
| 13 września | 14:30 CET | Solistki      | Program krótki   |
| 13 września | 17:00 CET | Soliści       | Program krótki   |
| 14 września | 14:30 CET | Pary taneczne | Taniec rytmiczny |
| 14 września | 16:50 CET | Solistki      | Program dowolny  |
| 15 września | 13:00 CET | Soliści       | Program dowolny  |
| 15 września | 15:45 CET | Pary taneczne | Taniec dowolny   |

## Rekordy świata
| Rekordy świata (GOE±5) na moment rozpoczęcia zawodów (stan na 13 września 2019): | Rekordy świata (GOE±5) na moment rozpoczęcia zawodów (stan na 13 września 2019): | Rekordy świata (GOE±5) na moment rozpoczęcia zawodów (stan na 13 września 2019): | Rekordy świata (GOE±5) na moment rozpoczęcia zawodów (stan na 13 września 2019): | Rekordy świata (GOE±5) na moment rozpoczęcia zawodów (stan na 13 września 2019): | Rekordy świata (GOE±5) na moment rozpoczęcia zawodów (stan na 13 września 2019): |
| Konkurencja                                                                      | Segment                                                                          | Zawodnicy                                                                        | Punkty                                                                           | Zawody                                                                           | Data                                                                             |
| -------------------------------------------------------------------------------- | -------------------------------------------------------------------------------- | -------------------------------------------------------------------------------- | -------------------------------------------------------------------------------- | -------------------------------------------------------------------------------- | -------------------------------------------------------------------------------- |
| Soliści                                                                          | Nota łączna                                                                      | Nathan Chen                                                                      | 323,42                                                                           | Mistrzostwa świata 2019                                                          | 23 marca 2019                                                                    |
| Soliści                                                                          | Program dowolny                                                                  | Nathan Chen                                                                      | 216,02                                                                           | Mistrzostwa świata 2019                                                          | 23 marca 2019                                                                    |
| Soliści                                                                          | Program krótki                                                                   | Yuzuru Hanyū                                                                     | 110,53                                                                           | Rostelecom Cup 2018                                                              | 16 listopada 2018                                                                |
| Solistki                                                                         | Nota łączna                                                                      | Alina Zagitowa                                                                   | 238,43                                                                           | Nebelhorn Trophy 2018                                                            | 28 września 2018                                                                 |
| Solistki                                                                         | Program dowolny                                                                  | Alina Zagitowa                                                                   | 158,50                                                                           | Nebelhorn Trophy 2018                                                            | 28 września 2018                                                                 |
| Solistki                                                                         | Program krótki                                                                   | Rika Kihira                                                                      | 83,97                                                                            | World Team Trophy 2019                                                           | 11 kwietnia 2019                                                                 |
| Pary taneczne                                                                    | Nota łączna                                                                      | Gabriella Papadakis / Guillaume Cizeron                                          | 223,13                                                                           | World Team Trophy 2019                                                           | 12 kwietnia 2019                                                                 |
| Pary taneczne                                                                    | Taniec dowolny                                                                   | Gabriella Papadakis / Guillaume Cizeron                                          | 135,82                                                                           | World Team Trophy 2019                                                           | 12 kwietnia 2019                                                                 |
| Pary taneczne                                                                    | Taniec rytmiczny                                                                 | Gabriella Papadakis / Guillaume Cizeron                                          | 88,42                                                                            | Mistrzostwa świata 2019                                                          | 22 marca 2019                                                                    |

## Wyniki

### Soliści
| Poz. | Zawodnik             | Nota łączna | SP  | SP     | FS  | FS     |
| ---- | -------------------- | ----------- | --- | ------ | --- | ------ |
| 1    | Jin Boyang           | 268,31      | 1   | 101,09 | 2   | 167,22 |
| 2    | Dmitrij Alijew       | 249,62      | 2   | 81,18  | 1   | 168,44 |
| 3    | Matteo Rizzo         | 227,38      | 5   | 71,76  | 3   | 155,62 |
| 4    | Moris Kwitiełaszwili | 220,96      | 4   | 74,15  | 4   | 146,81 |
| 5    | Jegor Muraszow       | 219,39      | 3   | 74,83  | 5   | 144,56 |
| 6    | Roman Galay          | 203,52      | 8   | 67,04  | 7   | 136,48 |
| 7    | Kazuki Tomono        | 203,08      | 11  | 61,69  | 6   | 141,39 |
| 8    | Peter James Hallam   | 195,61      | 7   | 67,62  | 8   | 127,99 |
| 9    | Maurizio Zandron     | 185,57      | 6   | 70,75  | 11  | 114,82 |
| 10   | Adrien Tesson        | 182,33      | 9   | 66,65  | 9   | 115,68 |
| 11   | Sondre Oddvoll Bøe   | 171,14      | 12  | 59,46  | 12  | 111,69 |
| 12   | Andriej Łazukin      | 168,54      | 10  | 63,23  | 13  | 105,31 |
| 13   | Matthew Samuels      | 164,18      | 13  | 49,04  | 10  | 115,14 |
| 14   | András Csernoch      | 133,98      | 14  | 48,52  | 14  | 85,46  |
| WD   | Olgierd Febbi        | DNS         | DNS | DNS    | DNS | DNS    |
| WD   | Nicola Todeschini    | DNS         | DNS | DNS    | DNS | DNS    |

### Solistki
| Poz. | Zawodniczka              | Nota łączna | SP  | SP    | FS  | FS     |
| ---- | ------------------------ | ----------- | --- | ----- | --- | ------ |
| 1    | Anna Szczerbakowa        | 218,20      | 3   | 67,73 | 1   | 150,47 |
| 2    | Jelizawieta Tuktamyszewa | 214,38      | 1   | 73,66 | 2   | 140,72 |
| 3    | You Young                | 200,89      | 2   | 70,47 | 3   | 130,42 |
| 4    | Kim Ye-lim               | 182,60      | 5   | 65,65 | 5   | 116,95 |
| 5    | Starr Andrews            | 181,18      | 4   | 66,38 | 6   | 114,80 |
| 6    | Sofja Samodurowa         | 179,65      | 8   | 53,82 | 4   | 125,83 |
| 7    | Lucrezia Beccari         | 167,94      | 7   | 55,16 | 7   | 112,78 |
| 8    | Wakaba Higuchi           | 164,37      | 9   | 52,33 | 8   | 112,04 |
| 9    | Jenni Saarinen           | 161,64      | 6   | 57,66 | 9   | 103,98 |
| 10   | Valentina Matos          | 141,32      | 10  | 50,15 | 10  | 91,17  |
| 11   | Megan Wessenberg         | 135,72      | 14  | 44,76 | 11  | 90,96  |
| 12   | Natasha McKay            | 133,88      | 11  | 49,09 | 12  | 84,79  |
| 13   | Greta Morkyte            | 129,82      | 13  | 47,00 | 13  | 82,82  |
| 14   | Josefin Taljegård        | 129,56      | 12  | 47,24 | 14  | 82,32  |
| 15   | Sophia Schaller          | 120,08      | 15  | 38,76 | 15  | 81,32  |
| 16   | Klára Štěpánová          | 111,79      | 16  | 36,86 | 16  | 74,93  |
| 17   | Romana Kaiser            | 96,81       | 17  | 34,93 | 17  | 61,88  |
| WD   | Anastasija Gałustian     | DNS         | DNS | DNS   | DNS | DNS    |
| WD   | Julie Froetscher         | DNS         | DNS | DNS   | DNS | DNS    |
| WD   | Océane Piegad            | DNS         | DNS | DNS   | DNS | DNS    |
| WD   | Kristen Spours           | DNS         | DNS | DNS   | DNS | DNS    |
| WD   | Fruzsina Medgyesi        | DNS         | DNS | DNS   | DNS | DNS    |
| WD   | Chenny Paolucci          | DNS         | DNS | DNS   | DNS | DNS    |
| WD   | Elžbieta Kropa           | DNS         | DNS | DNS   | DNS | DNS    |

### Pary taneczne
| Poz. | Zawodnicy                                    | Nota łączna | RD  | RD    | FD  | FD     |
| ---- | -------------------------------------------- | ----------- | --- | ----- | --- | ------ |
| 1    | Charlène Guignard / Marco Fabbri             | 202,10      | 1   | 79,47 | 1   | 122,63 |
| 2    | Laurence Fournier Beaudry / Nikolaj Sørensen | 189,36      | 2   | 79,11 | 2   | 110,25 |
| 3    | Ołeksandra Nazarowa / Maksym Nikitin         | 172,98      | 4   | 68,51 | 4   | 104,47 |
| 4    | Anastasija Szpilewaja / Grigorij Smirnow     | 170,62      | 6   | 67,04 | 5   | 103,58 |
| 5    | Caroline Green / Michael Parsons             | 170,53      | 7   | 65,11 | 3   | 105,42 |
| 6    | Allison Reed / Saulius Ambrulevičius         | 167,48      | 3   | 69,22 | 6   | 98,26  |
| 7    | Marjorie Lajoie / Zachary Lagha              | 165,71      | 5   | 67,94 | 7   | 97,77  |
| 8    | Chiara Calderone / Pietro Papetti            | 160,38      | 9   | 62,73 | 8   | 97,65  |
| 9    | Adelina Galyavieva / Louis Thauron           | 159,93      | 8   | 64,43 | 9   | 95,50  |
| 10   | Robynne Tweedale / Joseph Buckland           | 150,90      | 10  | 61,55 | 12  | 89,35  |
| 11   | Yuka Orihara / Juho Pirinen                  | 148,48      | 11  | 57,94 | 10  | 90,54  |
| 12   | Jasmine Tessari / Francesco Fioretti         | 141,63      | 12  | 51,55 | 11  | 90,08  |
| 13   | Jekatierina Mironowa / Jewgienij Ustienko    | 115,91      | 13  | 42,65 | 13  | 73,26  |
| 14   | India Netté / Eron Westwood                  | 99,38       | 14  | 37,35 | 14  | 62,03  |
| WD   | Juulia Turkkila / Matthias Versluis          | DNS         | DNS | DNS   | DNS | DNS    |